# Sumberejosari
Sumberejosari is een bestuurslaag in het regentschap Grobogan van de provincie Midden-Java, Indonesië. Sumberejosari telt 11.313 inwoners (volkstelling 2010).